# A2 Key
A2 Key (раніше відомий як Key English Test (KET), Cambridge English: Key) — екзамен з англійської мови, що розробляється та проводиться Cambridge Assessment English, частиною UCLES — екзаменаційного відділу Кембриджського університету. Відповідає рівневі A2 шкали CEFR.
Термін дії сертифіката A2 Key не обмежений.

## Історія
Екзамен був розроблений у 1991—1994 роках (проходив апробацію). Зазнав змін 2004 року. Останні перегляди структури іспиту відбулись у 2016 та 2020 роках.

## Формат екзамену
Екзамен складається з трьох частин:
- Reading and Writing — читання та письмо;
- Listening — аудіювання;
- Speaking — розмовна мова.

Загальний час проведення екзамену — близько 2 год. Іспит може проходити до двох днів. У такому разі в один із днів здаються аудіювання, читання та письмо, а в інший — розмовна мова.

### Reading and Writing
Поділяється на 7 частин і 32 завдання. Частини 1—5 відносяться до Reading, а 6—7 — до Writing.
Відведений час — 1 год.

### Listening
Поділяється на 5 частин і 25 запитань.
Відведений час — близько 30 хв.

### Speaking
Складається з двох завдань, які виконуються парою кандидатів.
Відведений час — 8—10 хв.

## Оцінювання
Кінцева оцінка обчислюється шляхом усереднення балів із чотирьох навиків (Reading, Writing, Listening, Speaking). Кожен навик складає до 25 % від кінцевої оцінки. Кандидати, які склали екзамен із результатом 140 балів і вище, отримують сертифікат рівня B1. Від 120 до 139 балів — сертифікат рівня A2. Ті, хто продемонстрували свої знання нижче рівня A2, але набрали від 100 до 119 балів, отримують сертифікат рівня A1. Кандидати, які набрали менше 100 балів, сертифікат не отримують.
| Grade         | Cambridge English Scale Score (100–150) | CEFR Level |
| ------------- | --------------------------------------- | ---------- |
| A             | 140–150                                 | B1         |
| B             | 133–139                                 | A2         |
| C             | 120–132                                 | A2         |
| CEFR Level A1 | 100–119                                 | A1         |

## Інші екзамени
A2 Key — один із ряду екзаменів, відомих як Кембриджські.
Існує п'ятирівнева система екзаменів:
1. A2 Key;
2. B1 Preliminary;
3. B2 First;
4. C1 Advanced;
5. C2 Proficiency.